# Jordan Pearce
Jordan Paul Pearce, född 10 oktober 1986, är en amerikansk professionell ishockeymålvakt som spelar för Detroit Red Wings i NHL.
Han blev aldrig draftad av något lag.